# Venčeslav Arko
Venčeslav Arko, slovenski zdravnik kirurg in organizator zdravstvene službe, * 10. julij 1902, Šmartno pri Litiji, † 14. junij 1965, Maribor. 

## Življenje in delo
Študij medicine je končal v Zagrebu (1928) in prav tam specializiral kirurgijo. Služboval je v Ljubljani, med okupacijo pa je v sanatoriju Emona operiral tudi ilegalce. Leta 1942 so ga fašisti najprej odgnali v koncentracijsko taborišče v Italijo, kasneje pa v Dachau. Po vojni je bil v letih 1946−1965 predstojnik kirurgije v Splošni bolnišnici v Mariboru, kjer je organiziral anastezijsko, transfuzijsko in laboratorijsko službo, ter sodeloval pri številnih zdravstvenih akcijah, posebno v komisiji za higieno in varstvu pri delu.